# Зия, Касим
Касим Зия (урду قاسم ضیاء‎, англ. Qasim Zia, род. 7 августа 1961, Лахор, Западный Пакистан) — пакистанский хоккеист (хоккей на траве), полевой игрок. Олимпийский чемпион 1984 года.

## Биография
Касим Зия родился 7 августа 1961 года в пакистанском городе Лахор.
Играл в хоккей на траве за ПИА из Карачи.
В 1984 году вошёл в состав сборной Пакистана по хоккею на траве на летних Олимпийских играх в Лос-Анджелесе и завоевал золотую медаль. Играл в поле, провёл 6 матчей, мячей не забивал.
В 1982 году в составе сборной Пакистана выиграл золотую медаль хоккейного турнира летних Азиатских игр в Нью-Дели, в 1986 году — серебряную награду на летних Азиатских играх в Сеуле.
В 1981—1987 годах провёл за сборную Пакистана 125 матчей, забил 15 мячей.
15 октября 2008 года был назначен президентом Пакистанской федерации хоккея на траве.
Член Пакистанской народной партии. В 2002—2007 годах был членом провинциального собрания Пенджаба и лидером оппозиции, в 2008 году вновь получил депутатское место по результатам дополнительных выборов и оставался в составе собрания до 2013 года.
В 2011 году удостоен правительственной награды Pride of Perfomance.
В 2014 году награждён Орденом Совершенства 3-го класса за заслуги в спорте и политике.

## Семья
Дед Касима Зия Миан Амир-уд-Дин и его двоюродный брат Хаваджа Тарик Рахим были губернаторами Пенджаба. Кроме того, Миан Амин-уд-Дин был первым мэром Лахора. Дядя Миан Салах-уд-Дин был министром национальной безопасности.